# تشخيص مرض التصلب المتعدد

رسم متحرك يُظهر انتشار آفات الدماغ كما يتضح من خلال دراسات التصوير بالرنين المغناطيسي الشهرية على مدار عام. الغرض: التشخيص من خلال الفحوصات المخبرية، التصوير، والأعراض.

المعايير الحالية لتشخيص التصلب المتعدد تستند إلى بحث مرجعي عام 2018 لمعايير ماكدونالد. وهي تعتمد على اكتشاف آفات إزالة الميالين في الجهاز العصبي المركزي عبر التصوير بالرنين المغناطيسي (أو الإثبات السريري)، والتي تكون موزعة في المكان وفي الزمان. كما يُشترط أيضًا استبعاد أي مرض معروف آخر يمكن أن يُسبب آفات إزالة الميالين قبل تطبيق معايير ماكدونالد.
هذا الشرط الأخير يجعل التصلب المتعدد كيانًا غير محدد بدقة، وحدوده تتغير كلما تم تصنيف مرض جديد بشكل منفصل. بعض الحالات التي كانت تُعتبر سابقًا تصلبًا متعددًا تُعد الآن حالات متميزة، مثل التهاب النخاع والعصب البصري أو التهاب الدماغ والنخاع المرتبط بالأجسام المضادة لـMOG. ونظرًا لمتطلب التوزع في الآفات، فإن الآفة الواحدة لا تُعتبر تصلبًا متعددًا. لنفس السبب، فإن المرحلة التمهيدية من التصلب المتعدد (الحالة غير المعروفة التي تُسبب الآفات) لن تُعتبر تصلبًا متعددًا إذا تم التعرف عليها.
في بعض الأحيان، يجب أن يكون التشخيص بأثر رجعي، معتمدًا على التدهور التدريجي في العلامات/الأعراض العصبية، وذلك بسبب نقص الفهم للآليات الممرضة التي تُسبب تقدم المرض. ومع ذلك، فإن التشخيص المؤكد الوحيد للتصلب المتعدد يتم بعد الوفاة عبر التشريح، حيث يمكن الكشف عن آفات نموذجية للتصلب المتعدد من خلال التقنيات الهيستوباثولوجية. 
يُشخَّص التصلب المتعدد عادةً بناءً على العلامات والأعراض الظاهرة، إلى جانب الفحوصات التصويرية والدراسات المخبرية الداعمة. وقد يكون من الصعب تأكيد التشخيص، لا سيما في المراحل المبكرة، لأن العلامات والأعراض قد تكون مشابهة لتلك الخاصة بمشكلات طبية أخرى. 
تُعد معايير ماكدونالد، التي تركز على الأدلة السريرية والمخبرية والإشعاعية لوجود الآفات في أوقات مختلفة وفي مناطق مختلفة، الطريقة الأكثر استخدامًا للتشخيص. وقد تم اعتمادها في عام 2001، ومنذ ذلك الحين خضعت لعدة مراجعات.
قد تكون البيانات السريرية وحدها كافية لتشخيص التصلب المتعدد إذا كان الفرد قد مرَّ بنوبات منفصلة من أعراض عصبية مميزة للمرض. أما في أولئك الذين يطلبون الرعاية الطبية بعد هجمة واحدة فقط، فيكون هناك حاجة لاختبارات أخرى من أجل التشخيص. الأدوات التشخيصية الأكثر استخدامًا هي التصوير العصبي، وتحليل السائل الدماغي الشوكي، وجهود الاستجابة المحفزة. قد يُظهر التصوير بالرنين المغناطيسي للدماغ والنخاع الشوكي مناطق إزالة الميالين (آفات أو لويحات). يمكن إعطاء الجادولينيوم عن طريق الوريد كعامل تباين لتسليط الضوء على اللويحات النشطة، ومن خلال استبعادها، يمكن إثبات وجود آفات قديمة غير مرتبطة بأعراض في لحظة التقييم.  يمكن لتحليل السائل الدماغي الشوكي الذي يتم الحصول عليه من خلال بزل قطني أن يوفر دليلًا على وجود التهاب مزمن في الجهاز العصبي المركزي. يُفحص السائل الدماغي الشوكي بحثًا عن أشرطة قليلة النسائل من الغلوبيولين المناعي ج بواسطة الرحلان الكهربائي، وهي علامات التهابية توجد لدى 75–85٪ من الأشخاص المصابين بالتصلب المتعدد.  قد يستجيب الجهاز العصبي في التصلب المتعدد بشكل أقل فعالية لتحفيز العصب البصري والأعصاب الحسية بسبب إزالة الميالين في تلك المسارات. يمكن فحص هذه الاستجابات الدماغية باستخدام جهود الاستجابة البصرية والحسية المحفزة.
كان التشخيص سابقًا يتم بناءً على معايير شوماخر وبوزر. وقد أشار البعض إلى أن الإثبات القاطع الوحيد هو من خلال تشريح الجثة أو الخزعة التي يمكن من خلالها اكتشاف آفات نموذجية للتصلب المتعدد.  

## اتجاهات نحو التشخيص المبكر

### المرحلة البادرة أو المبكرة
أظهرت الدراسات وجود زيادة في التفاعلات مع خدمات الرعاية الصحية من قِبل الأشخاص الذين تم تشخيصهم لاحقًا بالتصلب المتعدد بعد عدة سنوات. وتضمنت مجموعة الأعراض كلًا من الألم والتعب. ولا تزال الدراسات مستمرة حول ما إذا كان للتصلب المتعدد مرحلة بادرة أو مبكرة، وما إذا كان من الممكن تشخيصه وعلاجه في وقت أبكر بكثير.   

### فعالية العلاجات المعدلة للمرض
يتوفر عدد من العلاجات المعدلة لمسار المرض بهدف تقليل تقدم التصلب المتعدد على المدى الطويل. وقد أشارت الدراسات إلى أن الاستخدام المبكر والمكثف للعلاجات المعدلة للمسار مفيد للنتائج طويلة الأمد. 

### معايير ماكدونالد
اعتبارًا من عام 2021، تُعد معايير ماكدونالد لتشخيص التصلب المتعدد الأكثر استخدامًا.
يمكن تلخيص معايير ماكدونالد لعام 2017 في هذا الجدول:
| العرض السريري | المعطيات الإضافية المطلوبة |
| --- | --- |
| - نوبتان (انتكاسان) أو أكثر - آفتان سريريتان موضوعيتان أو أكثر                                                      | لا شيء؛ الأدلة السريرية كافية (من المرغوب وجود أدلة إضافية ولكن يجب أن تكون متوافقة مع التصلب المتعدد) |
| - نوبتان أو أكثر - آفة سريرية موضوعية واحدة (بالإضافة إلى دليل تاريخي واضح لهجوم سابق شمل آفة في موقع تشريحي مختلف) | لا شيء |
| - نوبتان أو أكثر - آفة سريرية موضوعية واحدة                                                                         | الانتشار في المكان، يُظهر من خلال هجوم سريري إضافي يشمل موقعًا مختلفًا في الجهاز العصبي المركزي أو عن طريق التصوير بالرنين المغناطيسي. |
| - نوبة واحدة - آفتان سريريتان موضوعيتان أو أكثر                                                                     | الانتشار في الزمان، يُظهر من خلال هجوم سريري إضافي أو عن طريق التصوير بالرنين المغناطيسي أو إثبات وجود أشرطة قليلة النسائل خاصة بالسائل الدماغي الشوكي |
| - نوبة واحدة - آفة سريرية موضوعية واحدة (عرض أحادي الأعراض)                                                         | الانتشار في المكان، يُظهر من خلال هجوم سريري إضافي يشمل موقعًا مختلفًا في الجهاز العصبي المركزي أو عن طريق التصوير بالرنين المغناطيسي و الانتشار في الزمان، يُظهر من خلال هجوم سريري إضافي أو عن طريق التصوير بالرنين المغناطيسي أو إثبات وجود أشرطة قليلة النسائل خاصة بالسائل الدماغي الشوكي                                                           |
| تقدم عصبي تدريجي خفي يوحي بالتصلب المتعدد (التصلب المتعدد الأولي المتقدم)                                           | سنة واحدة من التقدم المرضي (يتم تحديدها بأثر رجعي أو استباقي) واثنان مما يلي: - آفة أو أكثر مفرطة الإشارة في T2 ومميزة للتصلب المتعدد في واحدة أو أكثر من المناطق التالية في الدماغ: حول البطينات، القشرية أو تحت القشرية، أو تحت الخيمة - آفتان أو أكثر مفرطتا الإشارة في T2 في الحبل الشوكي - وجود أشرطة قليلة النسائل خاصة بالسائل الدماغي الشوكي |

### معايير أوكودا
تُستخدم هذه المعايير بشكل أساسي في الأبحاث المتعلقة بالتصلب المتعدد، وتُعرّف ما يجب اعتباره متلازمة معزولة شعاعيًا. تشير بعض التقارير إلى إمكانية التنبؤ بتحول المتلازمةالمعزولة شعاعيًا إلى متلازمة سريرية معزولة استنادًا إلى وجود أشرطة قليلة النسائل وسلسلة النيوروفيلامين الخفيفة.
لا يمكن تشخيص التصلب المتعدد إلا عند وجود دليل على وجود آفات منتشرة في الزمان والمكان. وبالتالي، عندما يكون الضرر في الجهاز العصبي المركزي كبيرًا بما يكفي ليُرى. سيكون من المرغوب فيه تسريع عملية التشخيص.
المخطط المثالي للتشخيص سيكون قادرًا على تحديد ما إذا كان أي شخص معين سيُصاب بالتصلب المتعدد في أي وقت من حياته، ومتى سيحدث ذلك. ومع ذلك، لا يُعرف حاليًا ما يكفي عن الحالات الأساسية للتصلب المتعدد لتحقيق هذا الهدف.
ومن أجل الاقتراب قدر الإمكان من حالة التشخيص المثالية، يجري حاليًا الكثير من الأبحاث حول المؤشرات الحيوية للتصلب المتعدد.

### المؤشرات الحيوية في التصلب المتعدد
يُعد البحث عن مؤشرات حيوية للتصلب المتعدد مجالًا نشطًا، إذ من شأنها أن تُسرّع عملية التشخيص وتجعلها أكثر دقة في الوقت نفسه. وبينما لا تزال معظم هذه المؤشرات قيد البحث، فإن بعضًا منها أصبح مثبتًا بالفعل:
أشرطة قليلة النسائل: تُمثل بروتينات موجودة في الجهاز العصبي المركزي أو في الدم. وجودها في الجهاز العصبي المركزي فقط دون الدم يُشير إلى تشخيص التصلب المتعدد.
تفاعل MRZ: هو استجابة مناعية متعددة النوعية ضد فيروسات الحصبة، والحصبة الألمانية، والحزام الناري، وقد تم اكتشافه في عام 1992. في بعض التقارير، أظهر تفاعل MRZR حساسية أقل من OCB (70% مقابل 100%)، لكنه تميز بنوعية أعلى (69% مقابل 92%) لتشخيص التصلب المتعدد.
السلاسل الخفيفة الحرة، خصوصًا سلاسل كابا الحرة: أبلغ العديد من الباحثين أن قياس السلاسل الخفيفة الحرة باستخدام تقنية النيفيلومترية أو ELISA يُعد مكافئًا لـ OCBs كمؤشرات على تصنيع الغلوبيولين المناعي ج، كما أن سلاسل كابا الحرة تُظهر أداءً أفضل من أشرطة قليلة النسائل.

### التشخيص التفريقي
يمكن لعدة حالات أن تُحاكي التصلب المتعدد. ونظرًا لأن مسببات التصلب المتعدد لا تزال غير معروفة، فإن التشخيص التفريقي يعتمد على استبعاد الحالات المعروفة.[بحاجة لمصدر]
تشمل الأمراض القريبة جدًا والتي تُظهر أعراضًا مشابهة كامل طيف الأمراض الالتهابية المُزيلة للميالين، وخاصة التهاب النخاع والعصب البصري والتهاب الدماغ والنخاع المرتبط بـ أجسام مضادة لـ MOG.
خارج هذا الطيف، هناك مقلد مهم آخر هو الالتهاب العصبي الناتج عن البوريليا. يوجد مؤشر الغلوبيولين المناعي ج خاص بالبوريليا، ويمكن للاختبار الخاص به أن يُساهم في التشخيص التفريقي.

## مسارات إكلينيكية

تطور أنماط التصلب المتعدد – تصنيف 1996

وصفت عدة أنماط أو مسارات تطور للتصلب المتعدد، تُعرف غالبًا بـ "الأنواع"، وهي تُستخدم لتوقع مسار المرض بناءً على تاريخه السابق. وتُعد هذه الأنماط مهمة ليس فقط لأغراض التنبؤ، بل أيضًا لاتخاذ قرارات العلاج.
في عام 1996، وصفت الجمعية الوطنية الأمريكية للتصلب المتعدد أربعة مسارات سريرية للمرض.
الهيكل الأصلي المعتمد في 1996 – ولا يزال يُستخدم أحيانًا – كان كالتالي:
- التصلب المتعدد الانتكاسي الهاجع
- التصلب المتعدد الثانوي التقدمي
- التصلب المتعدد الأولي التقدمي
- التصلب المتعدد التقدمي الانتكاسي

في عام 2013، قام فريق دولي بمراجعة هذا التصنيف،  وأضافوا "المتلازمة المعزولة سريريًا " و"المتلازمة المعزولة شعاعيًا" كنمطين، وأزالوا في المقابل نمط "التقدمي الانتكاسي". كما أُضيفت مُعدّلات لمسارات المرض بناءً على خصيصتين:
نشِط/غير نشِط ومع/بدون تقدم.
المسارات الأربعة المعتمدة حاليًا هي:
- المتلازمة المعزولة سريريًا
- التصلب المتعدد الانتكاسي الهاجع
- التصلب المتعدد الأولي التقدمي
- التصلب المتعدد الثانوي التقدمي
- التصلب المتعدد الانتكاسي الهاجع

يتميز هذا النمط بانتكاسات غير متوقعة تليها فترات من الهدوء تمتد من أشهر إلى سنوات، دون علامات جديدة لنشاط المرض. وقد تتحسن الأعراض الناتجة عن الهجمات أو تترك أثرًا دائمًا؛ حيث تُشفى الأعراض تمامًا في حوالي 60% من الانتكاسات، بينما تترك إعاقة في الـ 40% الأخرى، وتزداد هذه النسبة مع تقدُّم المرض. 
يمثل هذا المسار الأولي للمرض لدى 80% من الأشخاص المصابين بالتصلب المتعدد.
عندما تختفي الأعراض دائمًا بين النوبات، يُطلق عليه أحيانًا اسم "التصلب المتعدد الحميد"، على الرغم من أن بعض الإعاقة قد تتراكم على المدى الطويل.
وعلى العكس، يُستخدم مصطلح "التصلب المتعدد الخبيث" لوصف الأشخاص الذين يصلون إلى درجة كبيرة من الإعاقة خلال فترة زمنية قصيرة.
غالبًا ما يبدأ هذا النمط بمتلازمة معزولة سريريًا، وهي نوبة واحدة توحي بوجود إزالة للميالين، لكنها لا تستوفي معايير تشخيص التصلب المتعدد. 
وتُشير الدراسات إلى أن ما بين 30% إلى 70% من الأشخاص الذين يمرّون بالمتلازمة المعزولة سريريا سيُشخّصون لاحقًا بالتصلب المتعدد.

### التصلب المتعدد الثانوي التقدمي

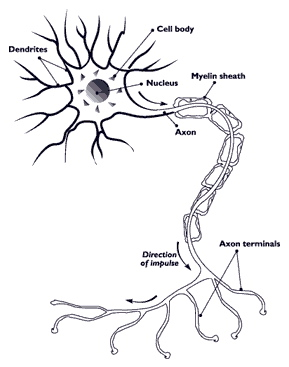
محور عصبي مع غشاء الميالين

يحدث التصلب المتعدد الثانوي التقدمي لدى حوالي 65% من أولئك الذين يعانون في البداية من التصلب المتعدد الانتكاسي الهاجع، والذين يصابون في النهاية بتدهور عصبي تدريجي بين النوبات الحادة دون وجود فترات واضحة من الهدوء.  قد تظهر انتكاسات عرضية وتحسنات طفيفة. أكثر فترة شيوعًا بين بداية المرض والتحول من النمط الانتكاسي الهاجع إلى النمط الثانوي التقدمي هي 19 عامًا.

### التصلب المتعدد الأولي التقدمي
يحدث النمط الأولي التقدمي لدى حوالي 10–20% من الأفراد، دون حدوث هدوء بعد الأعراض الأولية.  يتميز بتدهور تدريجي في الإعاقة منذ البداية، دون أو مع وجود فترات هدوء وتحسن عرضية وصغيرة فقط. العمر المعتاد لبدء النمط الأولي التقدمي يكون لاحقًا عن نمط التصلب الانتكاسي الهاجع، وهو مشابه للعمر الذي يبدأ فيه النمط الثانوي التقدمي عادة في حالات التصلب الانتكاسي الهاجع، أي حوالي 40 سنة.

### التصلب المتعدد التقدمي الانتكاسي
يصف التصلب المتعدد التقدمي الانتكاسي أولئك الأفراد الذين يعانون منذ البداية من تدهور عصبي ثابت، ولكن مع وجود نوبات واضحة فوق هذا التدهور. ويُعد هذا النمط هو الأقل شيوعًا من بين جميع الأنماط.

### التصلب المتعدد غير النمطي
تم وصف أنواع غير معتادة من التصلب المتعدد؛ وتشمل هذه مرض ديفك، وتصلب بالو المتحد المركز، وتصلب شيلدر المنتشر، وتصلب ماربورغ المتعدد. هناك جدل حول ما إذا كانت هذه الأنواع متغيرات من التصلب المتعدد أو أمراض مختلفة تمامًا. يتصرف التصلب المتعدد بشكل مختلف لدى الأطفال، حيث يستغرق وقتًا أطول للوصول إلى المرحلة التقدمية. ومع ذلك، فإنهم يصلون إليها في سن أقل من البالغين عادةً.
منذ أول وصف للتصلب المتعدد بواسطة "شاركو"، والمجتمع العصبي يسعى لوضع معايير موثوقة وقابلة للتكرار لتشخيص التصلب المتعدد. كانت أولى المحاولات قد أجراها "شاركو" نفسه، تلاه "ماربورغ" ولاحقًا "أليسون". ومع ذلك، فإن المعايير الأولى كانت تفتقر إلى الحساسية والنوعية الكافيتين للاستخدام السريري.
كان الحدث المفصلي الأول في تاريخ معايير تشخيص التصلب المتعدد هو تطوير معايير شوماخر. كانت هذه أول معايير معترف بها دوليًا لتشخيص التصلب المتعدد، وقد أدخلت مفاهيم تشخيصية مهمة أصبحت حجر الأساس في تشخيص المرض في الوقت الحاضر، مثل التعريف السريري للتصلب المتعدد والاشتراط بوجود تباعد في الزمن والمكان للحصول على تشخيص دقيق.
منذ ذلك الحين، تم اقتراح معايير تشخيصية أخرى. من بينها، استخدمت معايير بوزر العديد من الدراسات المخبرية والطرق المساعدة (الباراكلينيكية) لتحسين دقة التشخيص. أما معايير ماكدونالد، والتي تُستخدم حتى اليوم، فقد نجحت في إدخال نتائج التصوير بالرنين المغناطيسي كبدائل لمعيار التباعد في الزمن والمكان عندما تكون البيانات السريرية غير كافية، مما أتاح إمكانية التشخيص المبكر للتصلب المتعدد.

## المعايير التشخيصية التاريخية

### معايير شوماخر
لكي يُشخّص المريض بوجود تصلب متعدد مؤكد سريريًا، يجب أن يظهر ما يلي:
علامات سريرية على وجود مشكلة في الجهاز العصبي المركزي
دليل على إصابة منطقتين أو أكثر من الجهاز العصبي المركزي
دليل على إصابة المادة البيضاء
أحد ما يلي:
انتكاسان أو أكثر (كل انتكاسة تستمر ≥ 24 ساعة، ويفصل بينهما شهر على الأقل)، أو
تقدم تدريجي (بشكل بطيء أو على شكل خطوات)
أن يكون عمر المريض بين 10 و50 عامًا وقت الفحص
ألا يوجد تفسير أفضل للأعراض والعلامات التي يعاني منها المريض
الشرط الأخير، وهو "ألا يوجد تفسير أفضل للأعراض"، قد تعرض لانتقادات شديدة، لكنه بقي ضمن المعايير الحديثة، حيث يظهر الآن ضمن معايير ماكدونالد في صيغة تقول إن "لا يجب أن يكون هناك تفسير أفضل للملاحظات التي تظهر في التصوير بالرنين المغناطيسي".

### معايير بوزر
يمكن تلخيص معايير بوزر في هذا الجدول:
أي من الاستنتاجات الخمسة لديها احتمالات فرعية. يُعرض هنا جدول يحتوي على كلٍ منها:
| العرض السريري                | البيانات الإضافية المطلوبة                       | |
| ---------------------------- | ------------------------------------------------ | --- |
| تصلب متعدد مؤكد سريريًا       | نوبتان (انتكاسان) أو أكثر                        | - دليل سريري على آفتين - دليل سريري على آفة واحدة ودليل شبه سريري على آفة ثانية                                              |
| تصلب متعدد مؤكد مدعوم مخبريًا | نوبة واحدة على الأقل + وجود عصابات قليلة النسائل | - نوبتان مع دليل واحد (سريري أو شبه سريري) - أو: نوبة واحدة مع دليلين سريريين - أو: نوبة واحدة مع دليل سريري ودليل شبه سريري |
| تصلب متعدد محتمل سريريًا      | نوبة واحدة على الأقل                             | - نوبتان مع دليل سريري واحد - أو: نوبة واحدة مع دليلين سريريين - أو: نوبة واحدة مع دليل سريري ودليل شبه سريري                |
| تصلب متعدد مؤكد مختبريًا      | نوبتان                                           | لا حاجة إلى أدلة إضافية |

إذا لم تتحقق أي من هذه المتطلبات، فإن التشخيص يكون "ليس تصلبًا متعددًا"، مما يعني عدم وجود أدلة سريرية كافية لدعم تشخيص سريري للتصلب المتعدد.

### معايير باركهوف-تينتورِه
معايير باركهوف، التي تم تعديلها لاحقًا بواسطة تينتورِه، كانت محاولة مبكرة لاستخدام التصوير بالرنين المغناطيسي في تشخيص التصلب المتعدد. وقد طوّرها فريدريك باركهوف.
تم أخذ ملاحظاتهم في الاعتبار عند نشر معايير ماكدونالد، وبالتالي يمكن اعتبارها من المعايير القديمة التي تم الاستغناء عنها لصالح الأخيرة.
1. ↑  Diagnosis of multiple sclerosis: 2017 revisions of the McDonald criteria
Thompson, Alan J et al.
The Lancet Neurology, Volume 17, Issue 2, 162 - 173
2. ↑  Flemmen, H. Ø. (2023). Socioeconomic factors in multiple sclerosis (Doctoral dissertation, University of Oslo). University of Oslo. pp. 21, 29, 45. Retrieved from https://www.duo.uio.no/bitstream/handle/10852/102551/1/PhD-Flemmen.pdf
3. ↑  Oki S (February 2018). "Novel mechanism and biomarker of chronic progressive multiple sclerosis". Clinical and Experimental Neuroimmunology. 9 (1): 25–34. doi:10.1111/cen3.12449.
4. 1 2 3 4 5  McDonald WI, Compston A, Edan G, Goodkin D, Hartung HP, Lublin FD, et al. (July 2001). "Recommended diagnostic criteria for multiple sclerosis: guidelines from the International Panel on the diagnosis of multiple sclerosis". Annals of Neurology. 50 (1): 121–127. CiteSeerX 10.1.1.466.5368. doi:10.1002/ana.1032. PMID 11456302. S2CID 13870943.
5. 1 2  Polman CH, Reingold SC, Edan G, Filippi M, Hartung HP, Kappos L, et al. (December 2005). "Diagnostic criteria for multiple sclerosis: 2005 revisions to the "McDonald Criteria"". Annals of Neurology. 58 (6): 840–846. CiteSeerX 10.1.1.604.2677. doi:10.1002/ana.20703. PMID 16283615. S2CID 54512368.
6. ↑  sang BK, Macdonell R (December 2011). "Multiple sclerosis- diagnosis, management and prognosis". Australian Family Physician. 40 (12): 948–955. PMID 22146321.
7. 1 2 3 4 5 6 7 8 9  Compston A, Coles A (October 2008). "Multiple sclerosis". Lancet. 372 (9648): 1502–1517. doi:10.1016/S0140-6736(08)61620-7. PMID 18970977. S2CID 195686659.
8. ↑  Trojano M, Paolicelli D (November 2001). "The differential diagnosis of multiple sclerosis: classification and clinical features of relapsing and progressive neurological syndromes". Neurological Sciences. 22 (8 Suppl 2): S98-102. doi:10.1007/s100720100044. PMID 11794488. S2CID 3057096.
9. ↑  Atlas: Multiple Sclerosis Resources in the World, 2008. World Health Organization & Multiple Sclerosis International Federation. 2008. pp. 15–16. hdl:10665/43968. ISBN 978-92-4-156375-8.
10. ↑  Rashid W, Miller DH (February 2008). "Recent advances in neuroimaging of multiple sclerosis". Seminars in Neurology. 28 (1): 46–55. doi:10.1055/s-2007-1019127. PMID 18256986.
11. ↑   Link H, Huang YM (November 2006). "Oligoclonal bands in multiple sclerosis cerebrospinal fluid: an update on methodology and clinical usefulness". Journal of Neuroimmunology. 180 (1–2): 17–28. doi:10.1016/j.jneuroim.2006.07.006. PMID 16945427. S2CID 22724352.
12. ↑  Gronseth GS, Ashman EJ (May 2000). "Practice parameter: the usefulness of evoked potentials in identifying clinically silent lesions in patients with suspected multiple sclerosis (an evidence-based review): Report of the Quality Standards Subcommittee of the American Academy of Neurology". Neurology. 54 (9): 1720–1725. doi:10.1212/wnl.54.9.1720. PMID 10802774.
13. ↑  Poser CM, Brinar VV (June 2004). "Diagnostic criteria for multiple sclerosis: an historical review". Clinical Neurology and Neurosurgery. 106 (3): 147–158. doi:10.1016/j.clineuro.2004.02.004. PMID 15177763. S2CID 23452341.
14. ↑   Tremlett H, Okuda DT, Lebrun-Frenay C (October 2021). "The multiple sclerosis prodrome is just unspecific symptoms in radiologically isolated syndrome patients - No". Multiple Sclerosis. 27 (12): 1824–1826. doi:10.1177/13524585211035951. PMC 8521363. PMID 34494923.
15. ↑  Yusuf F, Wijnands JM, Kingwell E, Zhu F, Evans C, Fisk JD, et al. (February 2021). "Fatigue, sleep disorders, anaemia and pain in the multiple sclerosis prodrome". Multiple Sclerosis. 27 (2): 290–302. doi:10.1177/1352458520908163. PMID 32250183. S2CID 214810456.
16. ↑  Disanto G, Zecca C, MacLachlan S, Sacco R, Handunnetthi L, Meier UC, et al. (June 2018). "Prodromal symptoms of multiple sclerosis in primary care". Annals of Neurology. 83 (6): 1162–1173. doi:10.1002/ana.25247. PMID 29740872. S2CID 13691058.
17. ↑  Tremlett H, Marrie RA (January 2021). "The multiple sclerosis prodrome: Emerging evidence, challenges, and opportunities". Multiple Sclerosis. 27 (1): 6–12. doi:10.1177/1352458520914844. PMID 32228281. S2CID 214750591.
18. ↑  Spelman T, Magyari M, Piehl F, Svenningsson A, Rasmussen PV, Kant M, et al. (October 2021). "Treatment Escalation vs Immediate Initiation of Highly Effective Treatment for Patients With Relapsing-Remitting Multiple Sclerosis: Data From 2 Different National Strategies". JAMA Neurology. 78 (10): 1197–1204. doi:10.1001/jamaneurol.2021.2738. PMC 8369379. PMID 34398221. S2CID 237095594.
19. ↑  Claflin SB, Campbell JA, Mason DF, Kalincik T, Simpson-Yap S, Norman R, et al. (August 2021). "The effect of national disease-modifying therapy subsidy policy on long-term disability outcomes in people with multiple sclerosis". Multiple Sclerosis. 28 (5): 831–841. doi:10.1177/13524585211035948. PMID 34387513. S2CID 236997752.
20. ↑  Okuda DT, Mowry EM, Beheshtian A, Waubant E, Baranzini SE, Goodin DS, et al. (March 2009). "Incidental MRI anomalies suggestive of multiple sclerosis: the radiologically isolated syndrome". Neurology. 72 (9): 800–805. doi:10.1212/01.wnl.0000335764.14513.1a. PMID 19073949. S2CID 9981947.
21. ↑  Matute-Blanch C, Villar LM, Álvarez-Cermeño JC, Rejdak K, Evdoshenko E, Makshakov G, et al. (April 2018). "Neurofilament light chain and oligoclonal bands are prognostic biomarkers in radiologically isolated syndrome". Brain. 141 (4): 1085–1093. doi:10.1093/brain/awy021. PMID 29452342.
22. ↑  Klineova, S., & Lublin, F. D. (2018). Clinical Course of Multiple Sclerosis. Cold Spring Harbor perspectives in medicine, 8(9), a028928. https://doi.org/10.1101/cshperspect.a028928
23. 1 2  Hottenrott T, Dersch R, Berger B, Rauer S, Eckenweiler M, Huzly D, Stich O (December 2015). "The intrathecal, polyspecific antiviral immune response in neurosarcoidosis, acute disseminated encephalomyelitis and autoimmune encephalitis compared to multiple sclerosis in a tertiary hospital cohort". Fluids and Barriers of the CNS. 12 (1): 27. doi:10.1186/s12987-015-0024-8. PMC 4677451. PMID 26652013.
24. ↑  Fabio Duranti; Massimo Pieri; Rossella Zenobi; Diego Centonze; Fabio Buttari; Sergio Bernardini; Mariarita Dessi (August 2015). "kFLC Index: a novel approach in early diagnosis of Multiple Sclerosis". International Journal of Scientific Research. 4 (8).
25. ↑  Jarius, S., Paul, F., Aktas, O., Asgari, N., Dale, R. C., de Seze, J., Franciotta, D., Fujihara, K., Jacob, A., Kim, H. J., Kleiter, I., Kümpfel, T., Levy, M., Palace, J., Ruprecht, K., Saiz, A., Trebst, C., Weinshenker, B. G., & Wildemann, B. (2018). MOG encephalomyelitis: international recommendations on diagnosis and antibody testing. Journal of neuroinflammation, 15(1), 134. https://doi.org/10.1186/s12974-018-1144-2
26. ↑  Kotulska-Jóźwiak K, Pacheva I, Patrova A, Jurkiewicz EJ, Ivanov I, Kuczyński D, Geneva I (18 February 2019). "Lyme Disease or Multiple Sclerosis? Two cases with overlapping features". Journal of the International Child Neurology Association: 12. doi:10.17724/jicna.2018.112. S2CID 149606491.
27. 1 2 3 4 5  Lublin FD, Reingold SC (April 1996). "Defining the clinical course of multiple sclerosis: results of an international survey. National Multiple Sclerosis Society (USA) Advisory Committee on Clinical Trials of New Agents in Multiple Sclerosis". Neurology. 46 (4): 907–911. doi:10.1212/WNL.46.4.907. PMID 8780061. S2CID 40213123.
28. ↑  Lublin FD, Reingold SC, Cohen JA, Cutter GR, Sørensen PS, Thompson AJ, et al. (July 2014). "Defining the clinical course of multiple sclerosis: the 2013 revisions". Neurology. 83 (3): 278–286. doi:10.1212/WNL.0000000000000560. PMC 4117366. PMID 24871874.
29. ↑  National Multiple Sclerosis Society. "Changes in multiple sclerosis disease-course (or "type") descriptions" (PDF). Archived (PDF) from the original on 3 August 2016. Retrieved 21 August 2017. NEW COURSE ADDED: Clinically Isolated Syndrome (CIS)...COURSE ELIMINATED: Progressive Relapsing (PRMS).
30. 1 2  Tsang BK, Macdonell R (December 2011). "Multiple sclerosis- diagnosis, management and prognosis". Australian Family Physician. 40 (12): 948–955. PMID 22146321.
31. ↑  Pittock SJ, Rodriguez M (2008). "Benign Multiple Sclerosis: A Distinct Clinical Entity with Therapeutic Implications". Advances in multiple Sclerosis and Experimental Demyelinating Diseases. Current Topics in Microbiology and Immunology. Vol. 318. pp. 1–17. doi:10.1007/978-3-540-73677-6_1. ISBN 978-3-540-73676-9. PMID 18219812.
32. ↑  Feinstein A (2007). The Clinical Neuropsychiatry of Multiple Sclerosis. Cambridge University Press. p. 20. ISBN 978-0-521-85234-0.
33. 1 2  Miller D, Barkhof F, Montalban X, Thompson A, Filippi M (May 2005). "Clinically isolated syndromes suggestive of multiple sclerosis, part I: natural history, pathogenesis, diagnosis, and prognosis". The Lancet. Neurology. 4 (5): 281–288. doi:10.1016/S1474-4422(05)70071-5. PMID 15847841. S2CID 36401666.
34. ↑  Rovaris M, Confavreux C, Furlan R, Kappos L, Comi G, Filippi M (April 2006). "Secondary progressive multiple sclerosis: current knowledge and future challenges". The Lancet. Neurology. 5 (4): 343–354. doi:10.1016/S1474-4422(06)70410-0. PMID 16545751. S2CID 39503553.
35. ↑  Miller DH, Leary SM (October 2007). "Primary-progressive multiple sclerosis". The Lancet. Neurology. 6 (10): 903–912. doi:10.1016/S1474-4422(07)70243-0. hdl:1871/24666. PMID 17884680. S2CID 31389841.
36. ↑   Compston A, Coles A (October 2008). "Multiple sclerosis". Lancet. 372 (9648): 1502–1517. doi:10.1016/S0140-6736(08)61620-7. PMID 18970977. S2CID 195686659.
37. ↑  Stadelmann C, Brück W (November 2004). "Lessons from the neuropathology of atypical forms of multiple sclerosis". Neurological Sciences. 25 (Suppl 4): S319 – S322. doi:10.1007/s10072-004-0333-1. PMID 15727225. S2CID 21212935.
38. 1 2 3  Ntranos A, Lublin F (October 2016). "Diagnostic Criteria, Classification and Treatment Goals in Multiple Sclerosis: The Chronicles of Time and Space". Current Neurology and Neuroscience Reports. 16 (10): 90. doi:10.1007/s11910-016-0688-8. PMID 27549391. S2CID 4498332.
39. ↑  G.A. Schumacher, G. Beebe, R.F. Kibler, L.T. Kurland, J.F. Kurtzke, F. McDowell, et al.
Problems of experimental trials of therapy in multiple sclerosis: report by the panel on the evaluation of experimental trials of therapy in multiple sclerosis
Ann N Y Acad Sci, 122 (1965), pp. 552-568
40. ↑  Marriott JJ, O'Connor PW (2010). "Differential Diagnosis and Diagnostic Criteria for Multiple Sclerosis". Multiple Sclerosis 3. Blue Books of Neurology. Vol. 35. pp. 19–42. doi:10.1016/B978-1-4160-6068-0.00002-4. ISBN 978-1-4160-6068-0. S2CID 68141248.
41. 1 2   Barkhof F, Filippi M, Miller DH, Scheltens P, Campi A, Polman CH, et al. (November 1997). "Comparison of MRI criteria at first presentation to predict conversion to clinically definite multiple sclerosis". Brain. 120 (11): 2059–2069. doi:10.1093/brain/120.11.2059. hdl:1871/24709. PMID 9397021.
42. ↑  Tintoré M, Rovira A, Martínez MJ, Rio J, Díaz-Villoslada P, Brieva L, et al. (April 2000). "Isolated demyelinating syndromes: comparison of different MR imaging criteria to predict conversion to clinically definite multiple sclerosis". AJNR. American Journal of Neuroradiology. 21 (4): 702–706. PMC 7976636. PMID 10782781.